# Campionato mondiale di calcio 2026
La Coppa del mondo FIFA 2026 (in inglese FIFA World Cup 2026, in spagnolo Copa mundial de la FIFA 2026, in francese Coupe du monde de football 2026) sarà la ventitreesima edizione del campionato mondiale di calcio (la quattordicesima sotto la denominazione di "Coppa del mondo FIFA"). Si svolgerà in tre nazioni: Canada, Messico e Stati Uniti d'America.
La Coppa del mondo FIFA 2026 vedrà per la prima volta l'espansione del numero di partecipanti da 32 a 48. Sarà divisa in una fase a gironi, con dodici gruppi da quattro squadre ciascuno, e in una fase ad eliminazione diretta, con le prime e le seconde classificate di ogni gruppo più le migliori otto terze che si incontreranno nei sedicesimi di finale, per un totale di 104 partite. Il campionato mondiale inizierà ufficialmente l'11 giugno con la partita inaugurale che verrà giocata allo Stadio Azteca di Città del Messico, e si concluderà con la finale che verrà disputata il 19 luglio al MetLife Stadium di New York.
Sarà la seconda volta, dopo l'edizione del 2002 svoltasi in Corea del Sud e Giappone, che il torneo verrà ospitato da più di un Paese. Contando le edizioni del 1970 e del 1986, il Messico diventerà il primo Paese a ospitare il campionato mondiale per la terza volta. Per gli Stati Uniti sarà la seconda volta (dopo il 1994), mentre per il Canada la prima.
Dopo la precedente edizione in Qatar disputata in autunno tra novembre e dicembre 2022, da questa edizione i campionati mondiali tornano a disputarsi in estate tra giugno e luglio.

## Formato

### Novità
Michel Platini, che era allora il presidente della UEFA, nell'ottobre del 2013 aveva suggerito un'espansione del torneo a 40 squadre, un'idea che anche l'attuale presidente della FIFA Gianni Infantino fece sua nel marzo del 2016.
Il 4 ottobre 2016 è stato annunciato il desiderio di aumentare il numero di partecipanti al torneo rispetto al precedente formato a 32 squadre. Sono state prese in considerazione quattro opzioni di espansione:
- espansione a 40 squadre, divise in 8 gruppi da 5 squadre, per un totale di 88 partite da disputare in 32 giorni;
- espansione a 40 squadre, divise in 10 gruppi da 4 squadre, per un totale di 76 partite da disputare in 32 giorni;
- espansione a 48 squadre, di cui 16 qualificate direttamente alla fase a gironi e 32 ad una fase play-off preliminare, per un totale di 80 partite da disputare in 32 giorni (più 6-7 giorni per la fase preliminare);
- espansione a 48 squadre, divise in 16 gruppi da 3 squadre, per un totale di 80 partite da disputare in 32 giorni.

Il 10 gennaio 2017 il Consiglio della FIFA ha votato all'unanimità l'espansione del torneo a 48 squadre con quest'ultima proposta, salvo poi, sei anni dopo, introdurre significative modifiche alla fase iniziale.
Il torneo, come previsto in precedenza, sarebbe dovuto iniziare con una fase a gironi composta da 16 gruppi di tre squadre ciascuno; le prime due classificate di ogni girone si sarebbero qualificate alla fase a eliminazione diretta, a partire non più dagli ottavi ma dai sedicesimi di finale (32 squadre) e con in caso di arrivo a parità di punti il passaggio del turno della squadra col ranking FIFA migliore. Inoltre il numero di partite giocate sarebbe aumentato da 64 a 80, però sempre con lo stesso numero di partite per le quattro semifinaliste, cioè 7. L'unica differenza con il precedente formato a 32 squadre prevedeva che una partita del gruppo di qualificazione della prima fase sarà sostituita da una partita a eliminazione diretta.
Tuttavia il format scelto è ritenuto molto controverso e, nell'anno 2022, è stato ipotizzato il format con 12 gironi da quattro squadre ciascuno con la prima e la seconda del girone più le otto migliori terze si qualifichino per i sedicesimi di finale, con un numero di partite totali pari a ben 104 partite e il numero di incontri che una squadra deve disputare per raggiungere la finale pari a otto e non più a sette.
Le conferme sulle nuove valutazioni effettuate della FIFA sono state indirettamente confermate dal presidente Gianni Infantino durante le conferenze stampa dei mondiali in Qatar, il quale si è definito entusiasta della spettacolarità offerta dai gironi da quattro squadre.
Il 14 marzo 2023, due giorni prima del Congresso FIFA di Kigali, il format 12 gironi da quattro è stato approvato ed ufficializzato. La Federcalcio mondiale ha svelato anche la data della finale per domenica 19 luglio 2026, partita che dovrà giocarsi negli Stati Uniti; e ha inoltre stabilito che i giocatori partecipanti dovranno essere svincolati dagli impegni dei club e raggiungere le rispettive Nazionali entro il 25 maggio 2026 (con possibile deroga al 30 maggio per i partecipanti alle finali di competizioni continentali per club).
Resta confermata la seconda fase che partirà, come detto, dai sedicesimi di finale, per poi proseguire con gli ottavi e così via.
Un'altra novità sarà l'abolizione dei tempi supplementari dai sedicesimi fino ai quarti di finale, per poi essere introdotti a partire dalle semifinali.

### Ripartizione tra le confederazioni dei nuovi posti disponibili
Il 30 marzo 2017 l'ufficio di presidenza del Consiglio della FIFA (composto dal presidente della FIFA e dai presidenti di ciascuna delle sei confederazioni) ha proposto una nuova suddivisione continentale per la Coppa del mondo di calcio del 2026.
La proposta è stata sottoposta alla ratifica del Consiglio FIFA.
Il 9 maggio 2017, due giorni prima del 67º Congresso FIFA, il Consiglio FIFA ha approvato la nuova suddivisione dei posti per le nazionali in un incontro a Manama, capitale del Bahrein.
Questa proposta include anche un torneo intercontinentale di spareggio (play-off) che coinvolgerà 6 squadre per decidere gli ultimi due posti disponibili per la Coppa del mondo.
| Confederazioni          | Numero di federazioni membro | Numero di partecipanti all'edizione del 2026 | Percentuale dei partecipanti all'edizione del 2026 sul totale delle federazioni membro | Numero di partecipanti all'edizione del 2022 |
| ----------------------- | ---------------------------- | -------------------------------------------- | -------------------------------------------------------------------------------------- | -------------------------------------------- |
| AFC                     | 46                           | 8                                            | 19,6%                                                                                  | 5                                            |
| CAF                     | 54                           | 9                                            | 16,7%                                                                                  | 5                                            |
| CONCACAF                | 35                           | 6                                            | 17,1%                                                                                  | 3                                            |
| CONMEBOL                | 10                           | 6                                            | 60,0%                                                                                  | 4                                            |
| OFC                     | 11                           | 1                                            | 9,1%                                                                                   | 0                                            |
| UEFA                    | 55                           | 16                                           | 29,1%                                                                                  | 13                                           |
| Ambito interconfederale | –                            | 2                                            | -                                                                                      | 2                                            |
| Totale                  | 211                          | 48                                           | 22,7%                                                                                  | 32                                           |

In sostanza l'Africa (CAF) vedrà aumentare le proprie nazionali partecipanti di ben 4 unità; l'Europa (UEFA), l'Asia (AFC) e il Nord e Centro America (CONCACAF) avranno 3 posti in più, mentre il Sudamerica (CONMEBOL) 2 ulteriori nazionali. Infine, l'Oceania (OFC) avrà per la prima volta un posto garantito. Le squadre sudamericane a partecipare al mondiale con la nuova formula saranno 6 su 10, mentre per le altre confederazioni molto minore è il numero delle squadre partecipanti sul totale. Va ricordato che, inoltre, potenzialmente tutti i continenti, escluso quello europeo, potranno ottenere anche uno dei due posti provenienti dagli spareggi (play-off).
In ogni caso il progetto della candidatura di United 2026 prevedeva che a tutti e tre i Paesi ospitanti fosse garantita la qualificazione automatica della rispettiva nazionale di calcio.

### Critiche al nuovo formato
La European Club Association (Associazione europea dei club) e i suoi club membri si sono opposti alla proposta di espansione, affermando che il numero di partite era già a un livello "inaccettabile" e hanno esortato l'organo di governo a riconsiderare la sua idea di aumentare il numero di squadre qualificate, sostenendo che si trattasse di una decisione presa più per ragioni politiche che sportive, dato che il presidente Infantino intendeva in questo modo soddisfare la base più vasta del suo elettorato.
Il presidente della Liga de Fútbol Profesional spagnola, Javier Tebas, si è dichiarato d'accordo con queste ultime affermazioni, confermando l'inaccettabilità del nuovo formato. Al quotidiano sportivo spagnolo Marca, Tebas ha rilasciato un'intervista nella quale affermava che l'industria del calcio è mantenuta da club e leghe e non dalla FIFA e che Infantino ha compiuto questo passo politico solo perché, al fine di essere eletto, aveva promesso la partecipazione di più Paesi alla Coppa del mondo e dunque intendeva, in questo modo, mantenere le proprie promesse elettorali.
Anche l'allora allenatore della nazionale tedesca Joachim Löw si è detto perplesso, rilevando come l'espansione del torneo, come già accaduto per Euro 2016, avrebbe di fatto inficiato il valore del torneo mondiale, perché i giocatori avevano già raggiunto il proprio limite fisico e mentale.
Un'altra critica al nuovo formato sottolinea come, con i gruppi da tre squadre ciascuno, il rischio di combine tra le due squadre che giocano nell'ultimo turno della fase a gironi aumenterà rispetto alla situazione in cui i gruppi sono composti ciascuno da quattro squadre (situazione in cui il calcio d'inizio delle ultime partite era simultaneo). A questo proposito il presidente Infantino ha suggerito che le partite della prima fase a gironi che terminano in pareggio potrebbero essere decise dai tiri di rigore, ma anche con tale ipotesi resterebbe il rischio di risultati pilotati, ad esempio con un tiro deliberatamente sbagliato.
La manifestazione sarà ospitata da tre differenti Paesi di notevoli dimensioni, pertanto la distanza fra le sedi di gara sarà notevole, il che causerà con ogni probabilità problemi logistici a tifosi, giornalisti e soprattutto alle squadre.

## Scelta della sede

### Criteri di selezione della confederazione

Mappa del mondo con le sei confederazioni calcistiche suddivise dalla FIFA

Tra il 2013 e il 2017, il Consiglio FIFA ha più volte modificato il proprio orientamento in merito alle limitazioni nella rotazione delle confederazioni continentali ospitanti il mondiale. In origine si era stabilito che non sarebbero state consentite candidature ai Paesi appartenenti alle confederazioni che avessero già ospitato una delle due edizioni precedenti del mondiale. In seguito si è deciso semplicemente di vietare la candidatura ai Paesi appartenenti alla confederazione continentale che aveva ospitato la Coppa del mondo precedente, prima che la regola originaria fosse ripristinata, con il divieto a candidarsi ad ospitare il mondiale per i Paesi la cui confederazione continentale di appartenenza avesse già ospitato una delle ultime due edizioni della Coppe del mondo. Il Consiglio FIFA ha tuttavia concesso una deroga a questa norma, dando la possibilità di candidarsi come sede del mondiale alle federazioni affiliate alla confederazione continentale di appartenenza del penultimo Paese ospitante la Coppa del mondo, nel caso in cui nessuna delle candidature pervenute soddisfacesse gli stringenti requisiti tecnici e finanziari.
Nel marzo 2017 il presidente della FIFA Gianni Infantino aveva confermato che "l'Europa (UEFA) e l'Asia (AFC) sono escluse dalle candidature successive alla scelta di Russia e Qatar rispettivamente per i mondiali del 2018 e del 2022". Pertanto la Coppa del mondo 2026 avrebbe potuto essere ospitata solo da una delle rimanenti quattro confederazioni: CONCACAF (ultimo mondiale ospitato nel 1994), CAF (ultimo mondiale ospitato nel 2010), CONMEBOL (ultimo mondiale ospitato nel 2014), OFC (mondiale mai ospitato) o potenzialmente dalla UEFA in caso di candidatura insoddisfacente da parte delle altre quattro confederazioni continentali.

### Candidature
L'organizzazione congiunta della Coppa del mondo, sconsigliata dalla FIFA dopo la Coppa del mondo 2002, è stata concessa per la Coppa del mondo 2026, sebbene in futuro si confermi la volontà di valutare caso per caso simili candidature.

Logo della candidatura congiunta tra Canada, Messico e Stati Uniti.

Canada, Messico e Stati Uniti avevano singolarmente preso in considerazione pubblicamente la possibilità di candidarsi per ospitare il torneo, salvo poi annunciare ufficialmente una candidatura congiunta il 10 aprile 2017. La proposta preliminare di United 2026 coinvolgeva ben 48 sedi in 43 città (3 sedi in 3 città in Messico, 8 sedi in 6 città in Canada e 37 sedi in 34 città degli Stati Uniti) ed è stata infine ridotta a 23 sedi in 23 città (3 in Canada, 3 in Messico e 17 negli Stati Uniti; le sedi statunitensi saranno ridotte a 10, per un totale di 16 sedi per il torneo).
Secondo quanto riportato nel documento ufficiale della candidatura United 2026, uno dei vantaggi di questa proposta è il venir meno della necessità di costruire nuovi stadi e/o di riammodernare sensibilmente quelli già esistenti, ad eccezione fatta per qualche piccolo adattamento finalizzato a soddisfare delle specifiche esigenze della FIFA.
Il Marocco ha annunciato la propria candidatura nell'agosto 2017, con 14 sedi proposte in 12 città.

### Assegnazione
| Con permesso di voto  | Escluso dalla votazione     |
| --------------------- | --------------------------- |
| Voti per United 2026  | Canada/Messico/Usa          |
| Voti per Marocco 2026 | Marocco                     |
| Voti contrari         | Sanzionati dalla FIFA       |
| Astensioni            | Paese non membro della FIFA |

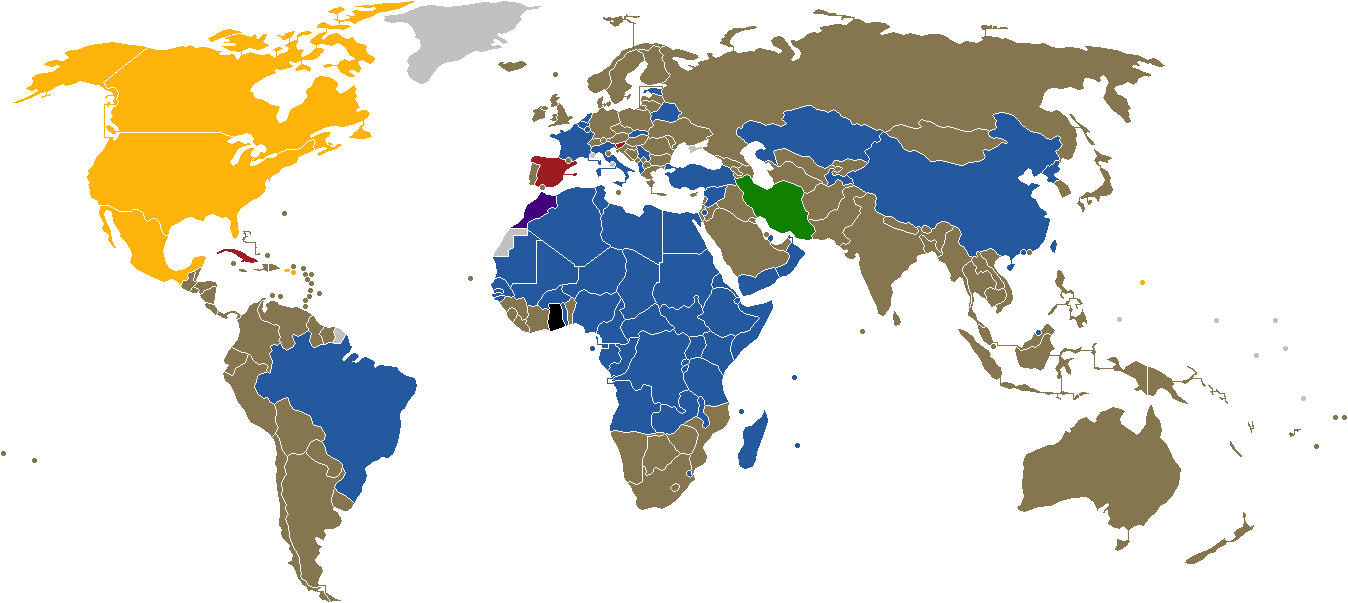
Risultato delle votazioni:

La votazione si è svolta il 13 giugno 2018, durante il congresso annuale della FIFA a Mosca, ed è stata aperta ai 210 membri aventi diritto di voto.
La candidatura di United 2026 ha ottenuto 134 voti validi, mentre quella del Marocco ne ha ricevuto 65.
Al momento della selezione, il Canada diventerà il quinto Paese ad aver ospitato sia la Coppa del mondo di calcio maschile sia quella femminile (quest'ultima nell'edizione 2015), il Messico diventerà il primo Paese a ospitare tre Coppe del mondo di calcio maschili (avendo precedentemente già organizzato quelle del 1970 e del 1986) e gli Stati Uniti diventeranno il primo Paese ad ospitare per due volte la Coppa del mondo maschile e femminile, avendo ospitato quella maschile nel 1994 e quella femminile nel 1999 e nel 2003.

### Controversie
Il presidente della FIFA, Gianni Infantino, ha criticato il divieto di viaggio negli Stati Uniti per i cittadini di diverse nazioni a maggioranza musulmana. A tal proposito, ha così dichiarato: "Quando si tratta delle competizioni FIFA, qualsiasi squadra, inclusi i sostenitori e i funzionari di quella squadra, che si qualifica per una Coppa del Mondo deve avere accesso al Paese, altrimenti non ci sarà la Coppa del Mondo. È ovvio".
Tuttavia, in seguito, il governo federale statunitense ha assicurato che non ci sarebbe stata alcuna discriminazione di questo tipo.

## Stadi
Il 16 giugno 2022 sono state scelte le sedi del mondiale di calcio del 2026, tra le 23 città ospitanti inizialmente candidate. Le 16 sedi ufficiali saranno: due in Canada (Toronto e Vancouver), tre in Messico (Guadalajara, Città del Messico e Monterrey) e ben undici negli Stati Uniti (Atlanta, Boston, Dallas, Houston, Kansas City, Los Angeles, Miami, New York/New Jersey, Filadelfia, San Francisco e Seattle).
In Canada
| Vancouver TorontoCampionato mondiale di calcio 2026 (Canada) | Vancouver     | Toronto                                               |
| ------------------------------------------------------------ | ------------- | ----------------------------------------------------- |
| Vancouver TorontoCampionato mondiale di calcio 2026 (Canada) | BC Place      | BMO Field                                             |
| Vancouver TorontoCampionato mondiale di calcio 2026 (Canada) | Posti: 54 500 | Posti: 30 000 (espandibili fino 45 500 per il torneo) |
| Vancouver TorontoCampionato mondiale di calcio 2026 (Canada) |               |                                                       |

In Messico
| Guadalajara Città del Messico MonterreyCampionato mondiale di calcio 2026 (Messico) | Città del Messico | Monterrey                                             | Guadalajara                                             |
| ----------------------------------------------------------------------------------- | ----------------- | ----------------------------------------------------- | ------------------------------------------------------- |
| Guadalajara Città del Messico MonterreyCampionato mondiale di calcio 2026 (Messico) | Estadio Azteca    | Estadio BBVA Bancomer                                 | Estadio Akron                                           |
| Guadalajara Città del Messico MonterreyCampionato mondiale di calcio 2026 (Messico) | Posti: 87 523     | Posti: 53 500 (Espandono fino a 53 460 per il torneo) | Posti: 46 232 (Espandibili fino a 48 071 per il torneo) |
| Guadalajara Città del Messico MonterreyCampionato mondiale di calcio 2026 (Messico) |                   |                                                       |                                                         |

Negli Stati Uniti d'America
| Los Angeles New York Kansas City Houston Dallas Atlanta Filadelfia San Francisco Boston Seattle MiamiCampionato mondiale di calcio 2026 (Stati Uniti d'America) | Los Angeles New York Kansas City Houston Dallas Atlanta Filadelfia San Francisco Boston Seattle MiamiCampionato mondiale di calcio 2026 (Stati Uniti d'America) | Los Angeles                                              | New York                                                | Kansas City                                                                          |
| --- | --- | -------------------------------------------------------- | ------------------------------------------------------- | ------------------------------------------------------------------------------------ |
| Los Angeles New York Kansas City Houston Dallas Atlanta Filadelfia San Francisco Boston Seattle MiamiCampionato mondiale di calcio 2026 (Stati Uniti d'America) | Los Angeles New York Kansas City Houston Dallas Atlanta Filadelfia San Francisco Boston Seattle MiamiCampionato mondiale di calcio 2026 (Stati Uniti d'America) | SoFi Stadium (Inglewood, California)                     | MetLife Stadium (East Rutherford, New Jersey)           | Arrowhead Stadium                                                                    |
| Los Angeles New York Kansas City Houston Dallas Atlanta Filadelfia San Francisco Boston Seattle MiamiCampionato mondiale di calcio 2026 (Stati Uniti d'America) | Los Angeles New York Kansas City Houston Dallas Atlanta Filadelfia San Francisco Boston Seattle MiamiCampionato mondiale di calcio 2026 (Stati Uniti d'America) | Posti: 70 240 (espandibili fino a 100 240 per il torneo) | Posti: 82 500 (Espandibili fino a 87 157 per il torneo) | Posti: 76 416 (Espandibili fino a 76 640 per il torneo)                              |
| Los Angeles New York Kansas City Houston Dallas Atlanta Filadelfia San Francisco Boston Seattle MiamiCampionato mondiale di calcio 2026 (Stati Uniti d'America) | Los Angeles New York Kansas City Houston Dallas Atlanta Filadelfia San Francisco Boston Seattle MiamiCampionato mondiale di calcio 2026 (Stati Uniti d'America) |                                                          |                                                         |                                                                                      |
| Houston | Atlanta | Filadelfia                                               | Seattle                                                 | Dallas                                                                               |
| NRG Stadium | Mercedes-Benz Stadium | Lincoln Financial Field                                  | CenturyLink Field                                       | AT&T Stadium (Arlington, Texas)                                                      |
| Posti: 71 795 (Espandibili fino a 72 220 per il torneo) | Posti: 71 000 (Espandibili fino a 75 000 per il torneo) (espandibili fino a 83 000)                                                                             | Posti: 69 176 (Posti per United 2026: 69 328)            | Posti: 69 000 (Espandibili fino a 72 000 per il torneo) | Posti: 80 000 (Espandibili fino a 92 967 per il torneo) (espandibili fino a 100 000) |
| | |                                                          |                                                         |                                                                                      |
| San Francisco | Boston | Miami                                                    |                                                         |                                                                                      |
| Levi's Stadium (Santa Clara, California) | Gillette Stadium (Foxborough, Massachusetts) | Hard Rock Stadium (Miami Gardens, Florida)               |                                                         |                                                                                      |
| Posti: 68 500 (Espandibili fino a 70 909 per il torneo) (espandibili fino a 75 000)                                                                             | Posti: 65 878 (Espandibili fino a 70 000 per il torneo) | Posti: 64 767 (Espandibili fino a 67 518 per il torneo)  |                                                         |                                                                                      |
| | |                                                          |                                                         |                                                                                      |

## Qualificazioni

### Di diritto
Come nel progetto della candidatura United 2026, che prevedeva tutte e tre le nazionali dei Paesi ospitanti qualificate automaticamente alla fase finale del torneo, nel febbraio 2023 la FIFA ha ufficializzato la qualificazione di USA, Canada e Messico senza disputare gare continentali.

### Torneo degli spareggi (play-off)
A partire dall'edizione 2026 della Coppa del mondo, per decidere gli ultimi due posti disponibili per il torneo si terrà un torneo di spareggio che coinvolgerà sei squadre, cinque delle quali composte da una nazionale per ogni confederazione continentale (ad esclusione della UEFA) e l'ultima coincidente con una nazionale della confederazione del Paese ospitante (cioè per il 2026 la CONCACAF).
Due di queste sei squadre verranno designate teste di serie sulla base del ranking FIFA e ognuna delle due squadre teste di serie contenderà un posto nella Coppa del mondo ai vincitori delle prime due partite ad eliminazione diretta che coinvolgono le restanti quattro compagini.
Il torneo dovrà essere giocato nel o nei Paesi ospitanti e verrà utilizzato anche come test per la Coppa del mondo da disputarsi in seguito. 
Come data provvisoria per l'edizione 2026 è stato ipotizzato il mese di novembre 2025.

## Squadre partecipanti
Questa lista è suscettibile di variazioni e potrebbe essere incompleta o non aggiornata.

| Pr. | Squadra       | Data della certezza della qualificazione | Confeder. | Partecipante in quanto                                                 | Numero di partecipazioni nelle precedenti edizioni del torneo                                                                           |
| --- | ------------- | ---------------------------------------- | --------- | ---------------------------------------------------------------------- | --- |
| 1   | Canada        | 14 febbraio 2023                         | CONCACAF  | Rappresentativa della federazione co-organizzatrice della competizione | 2 (1986, 2022) |
| 2   | Messico       | 14 febbraio 2023                         | CONCACAF  | Rappresentativa della federazione co-organizzatrice della competizione | 17 (1930, 1950, 1954, 1958, 1962, 1966, 1970, 1978, 1986, 1994, 1998, 2002, 2006, 2010, 2014, 2018, 2022)                               |
| 3   | Stati Uniti   | 14 febbraio 2023                         | CONCACAF  | Rappresentativa della federazione co-organizzatrice della competizione | 11 (1930, 1934, 1950, 1990, 1994, 1998, 2002, 2006, 2010, 2014, 2022)                                                                   |
| 4   | Giappone      | 20 marzo 2025                            | AFC       | 1ª classificata del gruppo C della terza fase di qualificazione        | 7 (1998, 2002, 2006, 2010, 2014, 2018, 2022)                                                                                            |
| 5   | Nuova Zelanda | 24 marzo 2025                            | OFC       | Vincitrice del terzo turno di qualificazione                           | 2 (1982, 2010) |
| 6   | Iran          | 25 marzo 2025                            | AFC       | 1ª classificata del gruppo A della terza fase di qualificazione        | 6 (1978, 1998, 2006, 2014, 2018, 2022)                                                                                                  |
| 7   | Argentina     | 25 marzo 2025                            | CONMEBOL  | 1ª classificata nel gruppo di qualificazione                           | 18 (1930, 1934, 1958, 1962, 1966, 1974, 1978, 1982, 1986, 1990, 1994, 1998, 2002, 2006, 2010, 2014, 2018, 2022)                         |
| 8   | Uzbekistan    | 5 giugno 2025                            | AFC       | 2ª classificata del gruppo A della terza fase di qualificazione        | Esordiente |
| 9   | Corea del Sud | 5 giugno 2025                            | AFC       | 1ª classificata del gruppo B della terza fase di qualificazione        | 11 (1954, 1986, 1990, 1994, 1998, 2002, 2006, 2010, 2014, 2018, 2022)                                                                   |
| 10  | Giordania     | 5 giugno 2025                            | AFC       | 2ª classificata del gruppo B della terza fase di qualificazione        | Esordiente |
| 11  | Australia     | 10 giugno 2025                           | AFC       | 2ª classificata del gruppo C della terza fase di qualificazione        | 6 (1974, 2006, 2010, 2014, 2018, 2022)                                                                                                  |
| 12  | Brasile       | 10 giugno 2025                           | CONMEBOL  | 2ª/3ª/4ª/5ª/6ª classificata nel gruppo di qualificazione               | 22 (1930, 1934, 1938, 1950, 1954, 1958, 1962, 1966, 1970, 1974, 1978, 1982, 1986, 1990, 1994, 1998, 2002, 2006, 2010, 2014, 2018, 2022) |
| 13  | Ecuador       | 10 giugno 2025                           | CONMEBOL  | 2ª/3ª/4ª/5ª/6ª classificata nel gruppo di qualificazione               | 4 (2002, 2006, 2014, 2022) |
| 14  |               |                                          |           |                                                                        | |
| 15  |               |                                          |           |                                                                        | |
| 16  |               |                                          |           |                                                                        | |
| 17  |               |                                          |           |                                                                        | |
| 18  |               |                                          |           |                                                                        | |
| 19  |               |                                          |           |                                                                        | |
| 20  |               |                                          |           |                                                                        | |
| 21  |               |                                          |           |                                                                        | |
| 22  |               |                                          |           |                                                                        | |
| 23  |               |                                          |           |                                                                        | |
| 24  |               |                                          |           |                                                                        | |
| 25  |               |                                          |           |                                                                        | |
| 26  |               |                                          |           |                                                                        | |
| 27  |               |                                          |           |                                                                        | |
| 28  |               |                                          |           |                                                                        | |
| 29  |               |                                          |           |                                                                        | |
| 30  |               |                                          |           |                                                                        | |
| 31  |               |                                          |           |                                                                        | |
| 32  |               |                                          |           |                                                                        | |
| 33  |               |                                          |           |                                                                        | |
| 34  |               |                                          |           |                                                                        | |
| 35  |               |                                          |           |                                                                        | |
| 36  |               |                                          |           |                                                                        | |
| 37  |               |                                          |           |                                                                        | |
| 38  |               |                                          |           |                                                                        | |
| 39  |               |                                          |           |                                                                        | |
| 40  |               |                                          |           |                                                                        | |
| 41  |               |                                          |           |                                                                        | |
| 42  |               |                                          |           |                                                                        | |
| 43  |               |                                          |           |                                                                        | |
| 44  |               |                                          |           |                                                                        | |
| 45  |               |                                          |           |                                                                        | |
| 46  |               |                                          |           |                                                                        | |
| 47  |               |                                          |           |                                                                        | |
| 48  |               |                                          |           |                                                                        | |